# Magyar orvosok listája
Ez a lap a neves magyar orvosokat gyűjti egybe.
| Ábécé szerinti tartalomjegyzék                                                          |
| --------------------------------------------------------------------------------------- |
| 0–9 A B C Cs D Dz Dzs E F G Gy H I J K L Ly M N Ny O Ö P Q R S Sz T Ty U Ü V W X Y Z Zs |

## Magyar orvosok
- Antalóczy Zoltán Vezetésével egy munkacsoport megalkotta és szabadalmaztatta a Triaxicardiometer analóg komputert, amely Magyarországon az első alkalmazott célszámítógép volt a szívgyógyászatban.
- Bajkó Barabás A méhnyakrákszűrés kezdeményezője és propagálója volt
- Balassa János december 9.) sebész , egyetemi tanár , a Magyar Tudományos Akadémia tiszteleti tagja
- Balogh Pál Az 1846 –1847 -ben alakult homeopátiás egyletnek jegyzője volt
- Bódogh Albert A magyar orvosok- és természetvizsgálóknak Fiuméban 1869-ben tartott közgyűlése alkalmával mint titkár szerepelt
- Bugát Pál A magyar orvosok és természetvizsgálók vándorgyűlésének eszméjét ő vetette fel az Orvosi Tár című folyóiratban
- Chyzer Kornél osztálytanácsos, a Magyar Tudományos Akadémia tagja, a magyar közegészségügy egyik úttörője
- Deutsch Ferenc József A magyar orvosok és természetvizsgálók negyedik nagygyűlésének emlékeül. Temesvár, 1843.
- Ehrenreich Lajos Ez a munka a Magyar orvosok és természetvizsgálók vándorgyűlésén 100 aranyat nyert. Források : 1 | 215 | 0223 Kategória:Magyar orvosok …563 B (58 szó) - 2010. december 6., 16:49
- Flór Ferenc a hadügyminisztérium egészségügyi osztályának vezetője, a Magyar Tudományos Akadémia levelező tagja.
- Fornet Béla A Debreceni Orvostudományi Egyetem I. sz. Belgyógyászati Klinikájának intézetvezető egyetemi tanára volt. Könyv: Fornet Béla-Kesztyűs Loránd: Allergia (Medicina 1961)
- Frommhold Károly Bemutatva a magyar orvosok és természetvizsgálók 1863. évi IX. nagygyűlésén. Kivonat a „Villamgyógyászat”-ról szóló még munkában levő …3 KB (333 szó) - 2010. július 25., 14:13
- Fülep Ferenc  (tanár) Cikkei a korabeli tudományos lapokban jelentek meg, például a Magyar orvosok és természetvizsgálók munkálatai-ban (Az eliptikai integralok …674 B (68 szó) - 2010. július 25., 12:05
- Gerlóczy Gyula Társszerkesztője volt a Magyar orvosok és természetvizsgálók Munkálatainak Előpatakon, Máramaros-Szigeten
- Hárdi Lilla (Budapest, 1955. március 20. -) pszichiáter, áldozatok traumás kezelésével foglalkozik
- Heim Pál(Budapest , 1875. november 30. – Budapest, 1929. október 23.)
- Jakó Géza  (orvos)az Amerikai Egyesült Államok ban élő magyar orvos, sebész, fül- és gégegyógyász, az Amerikai Magyar Orvosok Társaságának elnöke
- Julesz János Folyamatosan működött és működik szakmai társaságokban: Magyar Belgyógyász Társaság; Magyar Immunológiai Társaság; Magyar Orvosok
- Kátai Gábor Kezdeményezte, hogy fővárosunk befolyással bíró orvosai eszközöljék ki, hogy a magyar orvosok és természetbúvárok vándorgyűléseiket újra tarthassák.
- Kaposi Mór március 2.) magyar orvos , bőrgyógyász, egyetemi tanár, a Kaposi-szarkóma első leírója
- Kenyeres Balázs 1940. február 10.) igazságügyi orvos, a Magyar Tudományos Akadémia rendes tagja.
- Kerek István (1940-2000) marosvásárhelyi aneszteziológus orvos
- Kúnos György Kúnos György vagy George Kunos (Budapest , 1942. május 14.) amerikai magyar orvos
- Lázár György kutatóorvos, az orvostudományok MTA doktora (1975), professor emeritus
- Molnár Márk (1949) ideggyógyász, MTA doktor, egyetemi tanár
- Sauer Ignác  A Magyar Orvosi Akadémia rektora (1863), a Magyar Tudományos Akadémia levelező tagja (1859)
- Szatmári András (1954-2018) gyermekkardiológus
- Tauszk Éva magyar orvos, belgyógyász, az orvostudományok kandidátusa (1964)
- Tóth-Pápai Mihály (1752-1831) sárospataki főiskolai orvos, oktató